# Абаза (город)
Абаза́ — город в Республике Хакасия, России.
Составляет административно-территориальную единицу город (республиканского значения), образует одноимённое муниципальное образование город Абаза со статусом городского округа как единственный населённый пункт в его составе.

## Этимология
Название города происходит от сокращения в виде акронима словосочетания Абаканский завод, где первое слово обозначает реку Абакан, на котором и было основано поселение.

## Географическое положение
Город расположен в межгорной котловине, в верхнем течении реки Абакан, в 180 км от города Абакана. На северо-западе поднимаются лесистые склоны хребта Кирса, на юге и юго-востоке — Джойский хребет.
Железнодорожной веткой через станцию Аскиз Красноярской железной дороги соединён с линией Новокузнецк — Абакан Южно-Сибирской магистрали. Через город пролегает региональная автодорога 95К-002 Абакан — Ак-Довурак.

## История
Город Абаза возник в 1856 году  в связи с разработкой Абаканского железорудного месторождения- Абаканского железоделательного завода. Он был расположен на месте нахождения кузницы отставного  казака 2-го Абаканского казачьего караула Саянской крепости  Александра Сипкина, где он с двумя помощниками  самочинно добывал руду из горы под названием Абаканская благодать и изготавливал из нее чугунные изделия, необходимые жителям в быту. В 1867 году уральским купцом Кольчугиным здесь были основаны и введены в строй чугунолитейный и железоделательный заводы, действовавшие до 1926 года. В 1868 году посёлок переименован в деревню Абакано-Заводскую Шушенской волости Минусинского округа Енисейской губернии. В начале 1920-х годов деревня входила в состав Таштыпского района Хакасского округа.
В начале 1920 года была создана Абакано-Заводская волость. В 1921 году волостной съезд народных депутатов принял решение о переименовании деревни Абакано-Заводская в село Абаза. С 1926 по 1957 годы месторождение не эксплуатировалось. В 1956 году Абазе был присвоен статус рабочего посёлка. В 1957 году добыча руды была возобновлена. В 1966 году посёлок был преобразован в город районного значения, а в 2003 году стал городом республиканского подчинения.
В 1981 году в  Абазе происходили съёмки фильма «Не ставьте Лешему капканы…».

## Население
| 1959    | 1970    | 1979    | 1989    | 1996    | 1998    | 2000    | 2001    | 2002    |
| ------- | ------- | ------- | ------- | ------- | ------- | ------- | ------- | ------- |
| 11 646  | ↗15 202 | ↗15 818 | ↗17 630 | ↗18 500 | ↗18 600 | ↗18 700 | →18 700 | ↘18 052 |
| 2003    | 2004    | 2005    | 2006    | 2007    | 2008    | 2009    | 2010    | 2011    |
| ↘18 000 | ↘17 800 | ↘17 500 | ↘17 300 | →17 300 | ↘17 100 | ↘16 976 | ↗17 115 | ↘17 000 |
| 2012    | 2013    | 2014    | 2015    | 2016    | 2017    | 2018    | 2019    | 2020    |
| ↘16 707 | ↘16 491 | ↘16 238 | ↘16 009 | ↘15 802 | ↘15 592 | ↘15 335 | ↘15 149 | ↘14 990 |
| 2021    |         |         |         |         |         |         |         |         |
| ↘12 272 |         |         |         |         |         |         |         |         |

Численность населения на 1 января 2021 год: 14 816 человек.
На 1 января 2025 года по численности населения город находился на 864-м месте из 1124 городов Российской Федерации.

## Местное самоуправление
Структуру органов местного самоуправления города Абазы составляют:
- совет депутатов города Абазы — представительный орган муниципального образования;
- глава города Абазы — глава муниципального образования;
- администрация города Абазы — исполнительно-распорядительный орган муниципального образования;
- ревизионная комиссия города Абазы — контрольно-счётный орган муниципального образования.

Глава города
- Филимонова Валентина Николаевна;

Председатель совета депутатов
- Пиминова Любовь Вячеславовна.

## Экономика
Добыча железной руды осуществляется на шахте в 5 км от города (Абазинский рудник). Имеется обогатительная фабрика. Железная руда отправляется новокузнецким металлургическим предприятиям. Также имеются мясокомбинат, леспромхоз и др. предприятия.
С 1995 года Абаканское рудоуправление является подразделением ПАО «Западно-Сибирский металлургический комбинат»
Распоряжением Правительства РФ от 29.07.2014 № 1398-р (ред. от 13.05.2016) «Об утверждении перечня моногородов», включён в список монопрофильных городов Российской Федерации с наиболее сложным социально-экономическим положением.
Власти планируют прекратить добычу руды и закрыть абазинскую шахту. Население высказывает недовольство этим: «затопят шахту — затопят Абазу».

## Города-побратимы
- Солигорск, Белоруссия[35]

## Средства массовой информации
- Телевидение: «МТВ-Абаза»(Закрыто, Вещание с 1 апреля 2003 года по 16 декабря 2009 года), «Нота-А»(Закрыто, Вещание с 2006 года по 2016 год), «ТВ-Абаза[36]»(Закрыто), «РТС»(Доступно в сервисе «Wink» на территории Республики Хакасии)
- Газеты: «Абазинский курьер», «Абазинский вестник»[37].